# Rhinyptia stylifer
Rhinyptia stylifer är en skalbaggsart som beskrevs av Ohaus 1936. Rhinyptia stylifer ingår i släktet Rhinyptia och familjen Rutelidae. Inga underarter finns listade i Catalogue of Life.